# Jeźdźcy Galaktyki
Jeźdźcy Galaktyki (kor. 슈퍼 마징가3, Super Majingga 3, ang. Raiders of Galaxy) – koreański film animowany z 1982 roku.
W Ameryce film ten został wydany w języku angielskim przez Adda Audio Visual Ltd. – przez hongkońskiego producenta Josepha Lai pod nazwą Raiders of Galaxy, wersja ta trafiła do Europy i na niej oparte były późniejsze tłumaczenia na inne języki, m.in. francuski (Les Aventuriers de la galaxie) i węgierski (Támadás a Galaxison). W Polsce wersja amerykańska została wydana na kasetach VHS z lektorem i angielskim dubbingiem pod tytułem Jeźdźcy Galaktyki. W USA film został wydany także na DVD przez Digiview Entertainment.
Część materiału filmowego została wykorzystana do stworzenia anime Żołnierze kosmicznej błyskawicy (Space Thunder Kids) (1991).
Na podstawie filmu powstała seria zabawek – robotów Super Mazinger 3.

## Wersja polska
Jeźdźcy Galaktyki (ang. Raiders of Galaxy) – wersja wydana na VHS z angielskim dubbingiem i polskim lektorem, którym był Tomasz Knapik.
- Dystrybucja w Polsce: Vision
- Opracowanie: Martyna Łukomska
- Czytał: Tomasz Knapik